# Кім Йон Бок
Кім Йон Бок (кор. 김영복, нар. 27 липня 1957) — північнокорейська генерал-полковник, який командує Силами спеціальних операцій Корейської народної армії і член Центральний комітет Трудової партії Кореї.

## Кар'єра

### Військова кар'єра
У 2015 році Кім Йон Бока було підвищено до Головнокомандувача Сил спеціальних операцій.

#### Вторгнення Росії в Україну
Згідно з українськими ЗМІ, він є головним Північнокорейським військовим чиновником у Росії під час російського вторгнення в Україну. У звіті він нібито отримав поранення внаслідок ракетного удару за лінією фронту.

### Політична кар'єра
У 2016 році Кім Йон Бок був обраний до Центрального комітету Трудової партії Кореї.